# ESET Smart Security Premium
ESET Smart Security Premium je rozšířená verze antivirového programu ESET Smart Security společnosti ESET. ESET Smart Security Premium byl poprvé uveden na trh 6. září 2017.
Oproti ESET Smart Security obsahuje edice premium navíc následující funkce:
- ESET Password Manager - Pomáhá ukládat a spravovat hesla, automaticky vyplňovat formuláře a generovat silná hesla. ESET Password Manager je dostupný i pro Mac (v 10.8 a vyšší), Android (v2.3 a vyšší) a iPhone (iOS v7.0 a vyšší)
- ESET Secure Data - chrání před krádeží dat, jelikož umožňuje šifrovat soubory a vyměnitelná média jako jsou flash disky.

## Systémové nároky
ESET Smart Security Premium podporuje operační systémy Microsoft® Windows® 10, 8.1, 8, 7, Vista a Microsoft Windows Home Server 2011. Produkt vyžaduje internetové připojení.

## Ostatní operační systémy
Pro jiné operační systémy má ESET řešení podobná ESET Smart Security a to v podobě ESET Cybersecurity pro operační systém Mac OS a Linux. Pro mobilní zařízení využívající operační systém Android je dostupný ESET Mobile Security.